# Amdang jezik
Amdang jezik (andangti, biltine, mima, mime, mimi, mututu; ISO 639-3: amj), jedan od dva furska jezika, nilskosaharska porodica, kojim govori 41 100 (2000) ljudi u čadskim regijama Wadi Fira, Batha i Ouaddaï.
U upotrebi je i čadski arapski [shu]. Često se brka s jezikom koji se isto zove mimi.

## Vanjske poveznice
- Ethnologue (14th)
- Ethnologue (15th)